# Artur Phleps
Artur Phleps (Biertan, 29 novembre 1881 – Arad, 21 settembre 1944) è stato un generale tedesco.
Volksdeutsche originario della Transilvania e cittadino dell'Impero austro-ungarico, partecipò alla prima guerra mondiale nell'Esercito Imperial regio e dopo la guerra entrò nell'Esercito rumeno, in cui servì fino all'inizio della seconda guerra mondiale.
Nel 1941 Phleps si unì alla Germania nazista ed entrò a far parte delle Waffen-SS diventando rapidamente uno degli ufficiali più stimati e capaci della forza armata di Heinrich Himmler. Dopo aver combattuto come ufficiale superiore nella 5. Divisione SS "Wiking" sul Fronte orientale, nel 1942 organizzò e comandò sul Fronte jugoslavo la famosa 7. SS-Freiwilligen-Gebirgs-Division "Prinz Eugen" formata da tedeschi "etnici" (principalmente svevi del Danubio), con la quale si distinse per energia e determinazione nella guerra antipartigiana, mostrando però a volte anche un comportamento brutale e violento. Nel 1943 venne nominato al comando del V SS-Freiwilligen-Gebirgskorps con il quale continuò a combattere accanitamente contro i partigiani jugoslavi fino all'estate 1944.
Cadde in combattimento in Romania sul Fronte orientale contro l'Armata Rossa. Phleps ricevette numerose decorazioni, tra cui la Croce di cavaliere della Croce di Ferro con le Foglie di quercia e la Croce tedesca in oro.

## Biografia

### Origini e primo periodo

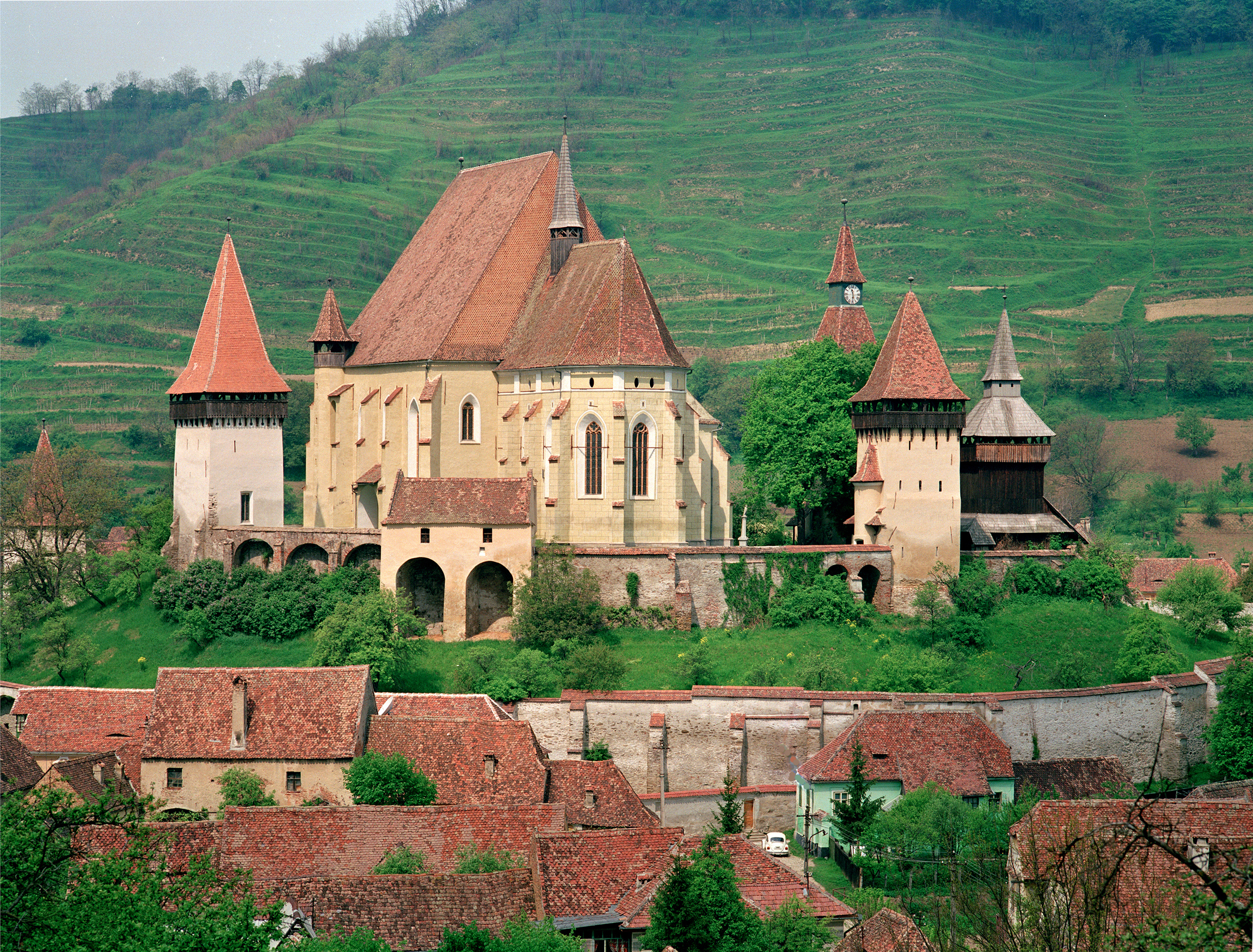
Phleps nacque a Biertan in Transilvania

Artur Phleps era nato a Biertan, vicino a Sibiu in Transilvania, all'epoca una regione dell'Impero austro-ungarico densamente popolata da tedeschi "etnici" conosciuti comunemente come sassoni di Transilvania. Egli era il terzo figlio del medico Gustav Phleps e di Sophie (nata Stoltz), la figlia di un contadino; entrambe le famiglie avevano vissuto nel Siebenbürgen da secoli. Dopo aver completato gli studi alla scuola luterana di Hermannstadt, Phleps nel 1900 entrò nella scuola dei cadetti Imperiale e Reale di Presburgo, l'odierna Bratislava, e il 1º novembre 1901 ricevette i gradi di leutnant nel 3º reggimento di Cacciatori tirolesi, un reparto scelto di fanteria da montagna.
Nel 1903, Phleps fu trasferito all'11º battaglione cacciatori (Feldjäger) a Kőszeg e nel 1905 venne accettato all'Accademia militare di Wiener Neustadt; egli completò gli studi in due anni e venne ritenuto idoneo a prestare servizio nello stato maggiore generale dell'esercito. Dopo la promozione a oberleutnant, egli venne trasferito allo stato maggiore del 13º reggimento di fanteria a Osijek in Slavonia e poi alla 6ª Divisione di fanteria a Graz; nel 1911 Phleps venne nuovamente promosso a hauptmann e fu assegnato allo stato maggiore del XV Corpo d'armata a Sarajevo dove egli divenne uno specialista nei compiti di mobilitazione e comunicazione nel difficile territorio della Bosnia e dell'Erzegovina.

### Nella Prima guerra mondiale
All'inizio della prima guerra mondiale, il capitano Phleps era in servizio nello stato maggiore della 32ª Divisione fanteria a Budapest, questo reparto austro-ungarico inizialmente prese parte alle prime fasi della campagna in Serbia, durante le quali Phleps venne trasferito allo stato maggiore della 2ª Armata. Questa grande unità venne ben presto ritirata dal fronte serbo e trasferita, dopo una marcia attraverso i Carpazi, nella Galizia austriaca dove era in corso la pericolosa offensiva generale dell'esercito russo.
La 2ª Armata continuò a combattere contro i russi nella regione dei Carpazi per tutto l'inverno 1914-1915, mentre Phleps nel 1915 venne nuovamente trasferito e assegnato al Armeegruppe Rohr, comandato dal generale Franz Rohr von Denta, che era stato costituito delle Alpi austriache in seguito alla dichiarazione di guerra dell'Italia nel maggio 1915. Phleps successivamente divenne il vice quartiermastro generale della 10ª Armata, con l'incarico di organizzare il rifornimento e l'equipaggiamento delle truppe combattenti in Italia nel settore alpino.
Il 1 agosto 1916, Phleps venne promosso major; pochi giorni dopo re Ferdinando di Romania decise di entrare in guerra e di unirsi alla Triplice intesa e quindi l'Esercito rumeno invase la Transilvania, la terra natale di Phleps. Il 27 agosto 1916 Phleps divenne capo di stato maggiore della 72ª Divisione fanteria, che prese parte alle operazioni austro-ungariche per respingere l'invasione rumena; egli rimase in questo teatro di operazioni per i successivi due anni, terminando il suo incarico come quartiermastro capo della 9ª Armata tedesca. Phleps ricevette la Croce di Ferro di seconda classe il 27 gennaio 1916. Nel 1918 egli ritornò sulle montagne, essendo stato trasferito al Gruppo d'armate del Tirolo, e terminò la guerra come oberstleutnant e quartiermastro capo dell'intero fronte alpino.

### Nel primo dopoguerra
La fine della Grande Guerra segnò anche il destino dell'Impero Austro-Ungarico che si dissolse completamente; Phleps quindi ritornò nella sua terra natale che era divenuta parte della Romania secondo le clausole del Trattato del Trianon. Egli entrò a far parte dell'Esercito rumeno e ricevette il comando della "Guardia nazionale sassone", una milizia formata da tedeschi "etnici" della Transilvania. Durante il suo incarico di comando si oppose al governo rivoluzionario comunista ungherese di Béla Kun, che combatté contro la Romania nel 1919. Durante un combattimento sul fiume Tibisco contro le forze comuniste, egli ignorò alcuni ordini precisi ricevuti e fu di conseguenza processato dalla corte marziale per disobbedienza. Il procedimento tuttavia concluse che Phleps con il suo comportamento indipendente aveva in realtà salvato l'esercito rumeno dalla sconfitta e di conseguenza egli venne prosciolto e promosso colonnello.
Egli ricevette in un primo momento il comando dell'84º reggimento di fanteria, quindi venne assegnato allo stato maggiore generale e insegnò logistica all'Accademia di guerra di Bucarest. Phleps eseguì compiti di addestramento all'interno del comando del V corpo d'armata rumeno a Brașov e pubblicò un libro nel 1926 che divenne subito il testo di riferimento dell'esercito rumeno nel campo della logistica e dell'amministrazione. Egli comandò anche vari reparti operativi, tra cui la 1ª Brigata delle truppe da montagna rumene, vânători de munte, e prestò servizio anche negli anni trenta come consigliere militare del re Carol II. Phleps raggiunse il grado di tenente generale a dispetto del suo disprezzo per la corruzione, l'intrigo e l'ipocrisia presente all'interno della corte reale; dopo aver criticato la politica del governo e aver definito pubblicamente re Carol un mentitore, nell'occasione in cui un altro generale aveva tentato di distorcere le sue parole, Phleps fu bruscamente trasferito nella riserva dell'esercito nel 1940 e forzatamente costretto al ritiro dal servizio nel 1941.

### La Seconda guerra mondiale

#### Nella Divisione motorizzata SS "Wiking"
Fin dal novembre 1940 Phleps, con il sostegno di Andreas Schmidt, il dirigente del Volksgruppe in Rumänien, il movimento dei tedeschi etnici della Romania, aveva scritto all'ufficiale responsabile del reclutamento nelle Waffen-SS, l'SS-Brigadeführer Gottlob Berger, offrendo i suoi servizi al Terzo Reich. In seguito Phleps chiese l'autorizzazione a lasciare la Romania e unirsi alla Wehrmacht e ricevette l'approvazione del nuovo dittatore rumeno, il Conducător generale Ion Antonescu. Phleps in realtà entrò volontario nelle Waffen-SS, arruolandosi con il nome da nubile della madre, Stolz. Secondo lo storico Hans Bergel, egli si sarebbe arruolato nelle Waffen-SS perché ai Volksdeutsche non era permesso di entrare nella Wehrmacht. Phleps fu subito nominato SS-Standartenführer (colonnello) dal capo supremo delle SS Heinrich Himmler ed entrò a far parte della Divisione motorizzata SS "Wiking", dove egli prese il comando di volontari olandesi, fiamminghi, danesi, norvegesi, svedesi e finnici.
Phleps partecipò con la sua divisione all'operazione Barbarossa, e quando lo SS-Standartenführer Hilmar Wäckerle, il comandante del reggimento SS Westland, fu ucciso in azione vicino a Leopoli alla fine di giugno 1941, egli prese il comando di quel reparto. Phleps si distinse nei combattimenti sulla linea del Dnepr a Kremenčuk e Dnepropetrovsk, in Ucraina, alla testa di un kampfgruppe della divisione "Wiking". In questo periodo collaborò strettamente con il generale Hans-Valentin Hube, il comandante della 16. Panzer-Division, che combatteva nello stesso settore. Phleps venne promosso a SS-Oberführer e nel luglio 1941 ricevette la spilla del 1939 per la sua Croce di Ferro del 1914 e anche la Croce di Ferro del 1939 di prima classe.

#### La 7ª Divisione da montagna delle SS "Prinz Eugen"
Il 30 dicembre 1941 il feldmaresciallo Wilhelm Keitel comunicò ad Heinrich Himmler che Adolf Hitler aveva autorizzato la costituzione di una settima divisione delle Waffen-SS, formata con Volksdeutsche (tedeschi etnici) provenienti dalla Jugoslavia, i cosiddetti svevi. Due settimane più tardi Artur Phleps, divenuto SS-Brigadeführer und Generalmajor der Waffen, venne scelto per organizzare la nuova divisione e il 1º marzo 1942 il nuovo reparto venne ufficialmente denominato SS-Freiwilligen-Division "Prinz Eugen". Phleps fu promosso a SS-Gruppenführer und Generalleutnant der Waffen SS (maggior generale) il 20 aprile 1942. Dopo il reclutamento, l'inquadramento e l'addestramento nel Banato nell'ottobre 1942, i due reggimenti e le unità di supporto della nuova divisione furono trasferiti nell'area sud-occidentale del territorio dipendente al comandante militare tedesco in Serbia per essere impiegate in azioni anti-partigiane contro l'Esercito Popolare di Liberazione della Jugoslavia. La divisione stabilì il suo quartier generale a Kraljevo e i due reggimenti di fanteria da montagna furono schierati intorno a Užice e Raška, dove le truppe continuarono l'addestramento. Nel frattempo alcune batterie d'artiglieria, il battaglione antiaereo, il battaglione motociclisti e lo squadrone di cavalleria erano ancora in allestimento nel Banato. Fin dall'inizio del suo periodo di comando nella 7ª Divisione SS "Prinz Eugen", Phleps fu pienamente apprezzato dalle sue truppe che si riferivano a lui come "Papa Phleps".
All'inizio di ottobre 1942, la divisione "Prinz Eugen" diede inizio alla "operazione Kopaonik", diretta contro i cetnici del maggiore Dragutin Keserović nelle montagne di Kopaonik; l'azione si concluse con un limitato successo dato che i cetnici avevano previsto l'operazione e quindi furono in grado di evitare il confronto diretto. Dopo la pausa invernale, nel gennaio 1943 Phleps schierò la sua divisione sul territorio dello Stato Indipendente di Croazia per prendere parte alla operazione Weiss. Nel periodo 13 febbraio-9 marzo 1943 egli fu anche responsabile della fase iniziale dei reclutamenti per la formazione della 13ª Divisione da montagna SS "Handschar" nel territorio dello stato croato, oltre a svolgere i suoi compiti di comando con la 7ª Divisione SS "Prinz Eugen".
Nel corso dell'operazione Weiss che culminò nella battaglia della Neretva, la divisione di Phleps occupò Bihać e Bosanski Petrovac, uccidendo oltre 2.000 partigiani jugoslavi e catturandone quasi 400. Dopo un breve periodo di riposo e riorganizzazione in aprile, la "Prinz Eugen" fu impegnata anche nella successiva operazione Schwarz a maggio e giugno 1943, durante la quale le truppe SS di Phleps avanzarono dalla regione di Mostar fino in Montenegro dove costituirono una linea di sbarramento per chiudere la strada alle forze partigiane che tentavano di uscire dalla sacca d'accerchiamento. I tentativi partigiani furono respinti dagli "svevi" delle SS che decimarono la 3ª Divisione d'assalto; furono uccisi 250 partigiani e 500 furono catturati. In questo periodo Phleps fu fortemente contrariato a causa della scarsa cooperazione dei suoi alleati italiani; egli diede numerose dimostrazioni del suo carattere irritabile e della sua ben nota franchezza di linguaggio. Durante un incontro con la sua controparte italiana a Podgorica a maggio 1943, Phleps giunse al punto di definire il comandante di corpo d'armata italiano, generale Ercole Roncaglia un "infido maccaroni". Phleps rimproverò il suo interprete della Wehrmacht, il tenente Kurt Waldheim, accusandolo di edulcorare nella traduzione le parole che egli aveva effettivamente pronunciato; Phleps avrebbe detto a Waldheim: "Senta Waldheim, io conosco un poco l'italiano e so che lei non sta traducendo quello che effettivamente intendo dire". In un'altra occasione, Phleps minacciò di fucilare alcune sentinelle italiane che gli stavano facendo perdere tempo per i controlli in un posto di blocco.
Durante il periodo di comando di Phleps, la divisione SS "Prinz Eugen" tenne ripetutamente un comportamento brutale e commise molti crimini e atrocità contro la popolazione civile; le azioni di repressione si verificarono in particolare durante le operazioni "Weiss" e "Schwarz". Furono "bruciati villaggi, massacrati gli abitanti, torturati e uccisi i partigiani catturati"; la divisione "Prinz Eugen", a causa del suo comportamento violento, acquisì la reputazione di formazione crudele e spietata.
Il 15 maggio 1943, Phleps cedette il comando della divisione SS "Prinz Eugen" al SS-Brigadeführer und Generalmajor der Waffen SS Karl von Oberkamp, e nel luglio 1943 fu promosso a Obergruppenführer und General der Waffen-SS (tenente generale); egli inoltre ricevette il 4 luglio 1943 la decorazione della Croce di cavaliere della Croce di Ferro e venne posto al comando del nuovo V Corpo d'armata da montagna delle SS.

#### Il V Corpo d'armata da montagna delle SS

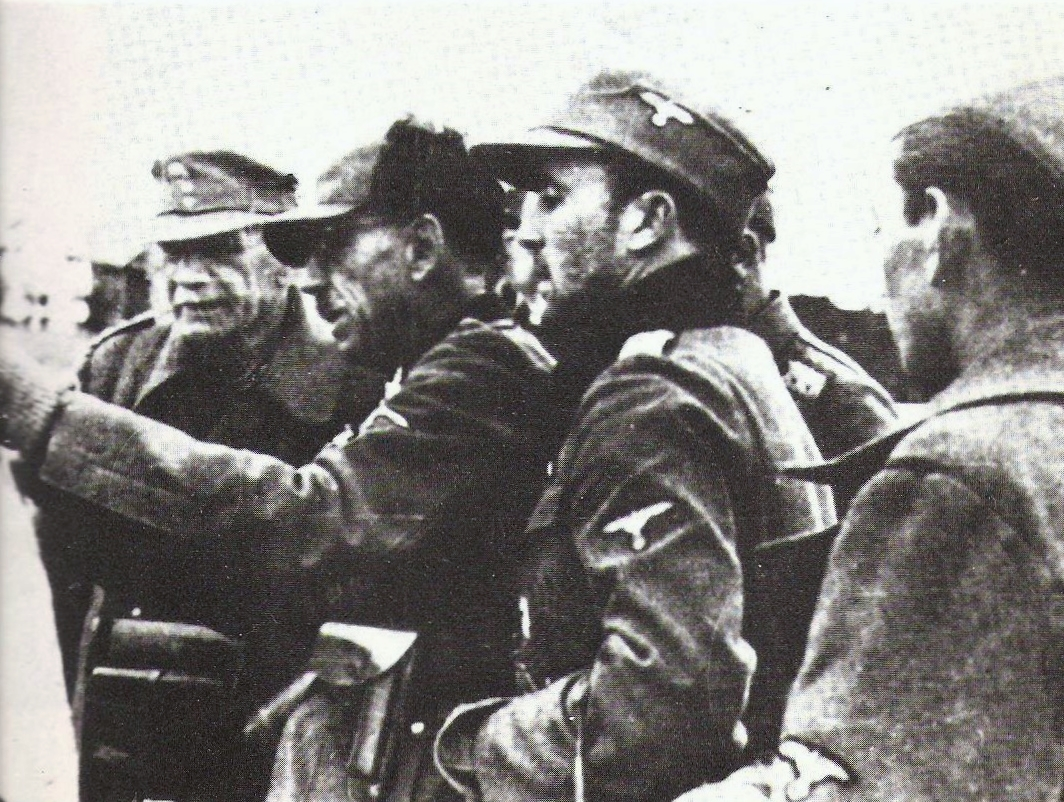
Phleps dirige le operazioni del V Corpo d'armata da montagna SS durante le offensive dell'inverno 1943-44.

Le formazioni assegnate al V Corpo d'armata da montagna delle SS cambiarono spesso durante il periodo di comando di Phleps; nel luglio 1944, il corpo era costituito dalla 118ª Divisione cacciatori e dalla 369ª Divisione tedesco-croata, oltre alle due divisioni SS tedesche "etniche", la 7. SS "Prinz Eugen" e la 13. SS "Handschar". Nel corso del periodo di comando di Phleps, il V corpo da montagna fu sempre sotto il controllo della 2. Panzerarmee del generale Lothar Rendulic e condusse operazioni anti-partigiane sia nel territorio dello Stato Indipendente croato che in Montenegro. Tra le operazioni principali a cui parteciparono le truppe di Phleps, ci furono l'operazione Kugelblitz e l'operazione Schneesturm, che erano parte di una grande offensiva generale in Bosnia orientale nel dicembre 1943; nonostante il grande impiego di uomini e mezzi, queste operazioni raggiunsero solo successi limitati e temporanei. Phleps si incontrò personalmente con Hitler per discutere i piani dell'operazione Kugelblitz.
A causa dell'inaffidabilità e della scarsa efficienza delle truppe regolari dello stato croato, Phleps dovette impiegare i cetnici come ausiliari delle truppe tedesche; egli disse ad un ufficiale di passaggio al suo quartier generale, che egli non avrebbe potuto disarmare i cetnici se il governo croato non gli avesse fornito contingenti di truppe affidabili della stessa consistenza numerica. Nel gennaio 1944, a causa del timore che gli Alleati occidentali effettuassero uno sbarco lungo le coste e le isole della Dalmazia, il V corpo d'armata di montagna delle SS procedette all'evacuazione forzata dell'intera popolazione maschile di età compresa tra 17 e 50 anni, residente nell'area minacciata. Phleps fu criticato dalle autorità croate ed anche dai dirigenti tedeschi per i metodi violenti e brutali impiegati dalle sue truppe per portare a termine l'evacuazione in massa dei civili.
Durante i primi sei mesi del 1944, alcuni reparti del V corpo d'armata SS furono coinvolti nell'operazione Waldrausch in Bosnia centrale, nella operazione Maibaum in Bosnia orientale, e nell'operazione Rösselsprung, il tentativo di catturare o uccidere il comandante supremo dei partigiani jugoslavi Josip Broz Tito.
Il 20 giugno 1944 Artur Phleps ricevette l'onorificenza della Croce tedesca in oro, mentre a settembre venne nominato plenipotenziario generale delle truppe d'occupazione tedesche nella Transilvania meridionale e nel Banato, con l'incarico di organizzare la fuga delle popolazioni di etnia tedesca della Transilvania meridionale di fronte all'avanzata dell'Armata Rossa.

### La morte
Mentre erano in viaggio per un incontro con Himmler a Berlino, Phleps e i suoi collaboratori fecero una deviazione per controllare la situazione effettiva ad Arad, in Romania, dopo aver ricevuto rapporti su un'avanzata sovietica in quella regione. Accompagnato solo dal suo aiutante e dal suo autista, egli, ignaro della presenza di truppe dell'Armata Rossa nelle vicinanze, raggiunse nel pomeriggio del 21 settembre 1944, il villaggio di Șimand, circa 20 chilometri a nord di Arad. I soldati sovietici erano già nella cittadina e Phleps e i suoi uomini furono immediatamente catturati e rinchiusi in attesa di essere interrogati.
Anche se i dettagli esatti della sua morte non sono conosciuti, sembra che le truppe sovietiche non fossero a conoscenza della sua vera identità e che, quando nel tardo pomeriggio l'edificio in cui erano detenuti fu bombardato da aerei tedeschi, i prigionieri tentarono la fuga ma furono subito uccisi dalle guardie. Lo storico H. Bergel sospetta che Phleps sia stato ingannato volutamente da ufficiali dell'esercito ungherese che avevano scoperto che egli era a conoscenza dei piani dell'Ungheria di abbandonare la Germania come aveva fatto la Romania poco tempo prima. Gli effetti personali di Phleps, incluse la sua carta d'identità e le decorazioni, furono recuperati da una pattuglia ungherese e consegnati alle autorità tedesche il 29 settembre 1944; Phleps fu considerato disperso in azione dal 22 settembre 1944 quando egli non si era presentato all'incontro con Himmler.
Per ironia della sorte, la sua scomparsa era stata inizialmente considerata come assenza non autorizzata e quindi una diserzione; era stato anche emesso un mandato di arresto; Heinrich Himmler in persona diresse l'inchiesta su Phleps. Solo dopo che i suoi effetti personali furono recuperati, egli fu ufficialmente considerato come morto in combattimento. Phleps ricevette alla memoria il 24 novembre 1944 le Foglie di quercia per la sua Croce di cavaliere della Croce di Ferro, che furono consegnate al figlio, lo SS-Obersturmführer Reinhart Phleps, ufficiale medico in servizio con la 7. Divisione da montagna SS "Prinz Eugen". Dopo la sua morte il 13º reggimento di cacciatori da montagna della 7. Divisione SS ricevette l'autorizzazione a portare in suo onore una fascia da braccio con il nome di Artur Phleps.

## Crimini di guerra
Phleps fu accusato dalle autorità della Jugoslavia di crimini di guerra in connessione alle atrocità e alle violenze commesse dalla sua divisione SS nell'area di Nikšić in Montenegro. Al processo di Norimberga il 6 agosto 1946, fu presentato il seguente "Documento D-940, estratto della Commissione statale jugoslava sui crimini della 7. Divisione SS Prinz Eugen":
Alla fine del mese di maggio 1943 la divisione Prinz Eugen arrivò in Montenegro nella zona di Nikšić per prendere parte alla Quinta offensiva nemica in collegamento con le truppe italiane. [...] Gli ufficiali e i soldati della divisione SS commisero in questa occasione crimini di spaventosa crudeltà. Le vittime furono fucilate, massacrate e torturate oppure bruciate vive all'interno delle abitazioni incendiate.[...] È stato stabilito dalle indagini che 121 persone, principalmente donne, e comprese 30 persone di età compresa tra 60 e 92 anni e 29 bambini di età compresa tra sei mesi e 14 anni, furono uccise in questa occasione nel modo orribile descritto sopra. I villaggi [qui segue la lista dei villaggi] furono incendiati e rasi al suolo. [...] Per tutti questi gravissimi crimini di guerra furono responsabili, accanto ai colpevoli materiali - i membri della divisione SS Prinz Eugen - tutti i comandanti superiori e subordinati che predisposero e trasmisero gli ordini per gli eccidi e le devastazioni. Tra questi, sono conosciuti i seguenti criminali di guerra: SS Gruppenführer e tenente generale delle Waffen-SS Phleps; comandante della divisione, maggior generale delle Waffen-SS Karl von Oberkamp; comandante del 13º reggimento, in seguito comandante della divisione; maggior generale Gerhard Schmidhuber; comandante del 14º reggimento e in seguito comandante della divisione; SS Standartenführer Bachmann...